# بوبا كروسبي
بوبا كروسبي (بالإنجليزية: Bubba Crosby)‏ هو لاعب كرة قاعدة أمريكي، ولد في 11 أغسطس 1976 في بيلاير في الولايات المتحدة.

## وصلات خارجية
- بوبا كروسبي على موقع دوري كرة القاعدة الرئيسي (الإنجليزية)
- بوبا كروسبي على موقعبيزبول رفرنس.كوم (الدوري الرئيسي) (الإنجليزية)
- بوبا كروسبي على موقعبيزبول رفرنس.كوم (الدوري الثانوي) (الإنجليزية)
- بوبا كروسبي على موقع إي إس بي إن.كوم (أم.أل.بي) (الإنجليزية)
- بوبا كروسبي على موقع مشجعي الرسوم البيانية (الإنجليزية)